# بيتشون بائين (والانجرد)
بیتشون بائین (بالفارسية: بیچون پائین) هي مستوطنة تقع في إيران في قسم والانجرد الريفي. يقدر عدد سكانها بـ 829 نسمة .